# Criolla
Pour les articles homonymes, voir Musiques métisses et Música criolla.
La criolla, ou musique métisse, est un genre musical ayant émergé à Cuba, étroitement lié au style musical des Coros de Clave et au genre de musique populaire cubaine appelé clave.

## Histoire
Le clave est un genre musical devenu très populaire au Teatro Vernáculo de Cuba, et ayant émergé à partir du style musical du groupe Coros de Clave. Les Coros de Clave sont fondés par le compositeur Jorge Anckermann, ce qui sert de point de départ à la création d'un nouveau genre, la criolla. Le genre apparaît dès le XVIe siècle en Amérique ibérique. Selon le musicologue Helio Orovio, la première chanson de criolla, appelée Carmela, est composée par Luis Casas Romero en 1909, qui également composé une autre des plus célèbres criollas de tous les temps, El Mambí.

## Caractéristiques

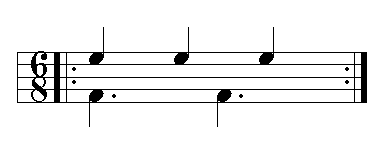
Hémiole verticale.

Comme la clave et la guajira, la structure formelle de la criolla consiste en une brève introduction, 
suivie de deux sections de 16 mesures chacune. La première dans une tonalité mineure, et la seconde dans la tonalité majeure qui lui est directement apparentée. Le rythme essentiel de la criolla est le même que celui de la clave, l'hémiole verticale, qui apparaît systématiquement dans la basse de ces chansons.
Les chanteurs traditionnels cubains Trova ont également adopté les genres clave et criolla, qui sont devenus partie intégrante de leur répertoire. Parmi les compositeurs cubains célèbres qui ont cultivé la criolla, citons : Jorge Anckermann (Linda criolla), Alberto Villalón (Quiero besarte) et Sindo Garay (Mujer bayamesa).
Bien que la structure formelle de base de la guajira, de la clave et de la criolla soit pratiquement identique, il est possible d'observer un processus d'évolution de leurs éléments stylistiques qui suggère une relation possible dans le développement de ces trois genres. Par exemple, le motif rythmique de l'hémiole verticale n'apparaît pas dans les premières versions de la guajira, il a donc pu être inclus plus tard, peut-être sous l'influence des Coros de Clave. Le style de modulation directe d'une tonalité mineure à sa tonalité majeure directe relative, qui apparaît déjà dans la chanson de guajira El arroyo que murmura de Jorge Anckermann, varie également dans les dernières Criollas des troubadours Sindo Garay et Manuel Corona, dans lesquelles apparaissent des modulations complexes qui diffèrent grandement des versions antérieures plus simples.